# Nelly Muinga Tulela
 (janvier 2025).
Nelly Muiga Tulela, née le 28 février 1981 à Kimpese dans le Kongo-Central, est une personnalité politique de la République démocratique du Congo, élue députée nationale de la circonscription de Songololo depuis les élections législatives de décembre 2018,. Activiste des droits de la femme, elle joue également un rôle remarquable au sein du parlement,,.